# Valdoviño (parroquia)
Valdoviño o Santa Eulalia de Valdoviño (llamada oficialmente Santalla de Valdoviño) es una parroquia y un lugar español del municipio de Valdoviño, en la provincia de La Coruña, Galicia.

## Entidades de población
Entidades de población que forman parte de la parroquia:
- Agrós
- Aguameá
- Aldarete
- A Porta do Sol
- A Riva (A Riba)
- A Robaleira
- A Rocha
- A Saíña
- Atios
- Aviño
- Bacariza (A Vacariza)
- Bacorelle
- Baladás
- Basillón
- Bergaña[5] (A Bergaña)
- Boeiro[6] (O Boeiro)
- Cachabeira[7] (A Cachaveira)
- Cameleiro[8] (O Cameleiro)
- Campeiras[9] (As Campeiras)
- Carreira[10] (A Carreira)
- Casas Novas[11] (As Casas Novas)
- Chamorro (O Chamorro)
- Chousa[12] (A Chousa)
- Costeira[13] (A Costeira)
- Coval[14] (O Coval)
- Covas[15] (As Covas)
- Entrerríos
- Espiñuda[16] (A Espiñuda)
- Gándara[17] (A Gándara)
- Gonzalvite
- Granxa[18] (A Granxa)
- Graño[19] (O Graño)
- Ladeira
- Malde
- Meitufe
- Mirós
- Mourela[20] (A Mourela)
- Mourente
- O Carballal
- O Penso
- Paredes[21] (As Paredes)
- Pena[22] (A Pena)
- Penela[23] (A Penela)
- Pereiro[24] (O Pereiro)
- Piñeiros
- Ponte[25] (A Ponte)
- Portodoso
- Postamayor[26] (Postamaior)
- Poulo
- Pousada
- Riodofoxo (Río do Foxo)
- San Amede
- Santalla
- Soutovello
- Timiraos
- Trandeiras
- Valdoviño

## Despoblados
- Cardal
- Pichoca[27] (A Pichoca)

## Demografía

### Parroquia
| Gráfica de evolución demográfica de Valdoviño (parroquia) entre 2000 y 2019 |
|                                                                             |
| Datos según el nomenclátor publicado por el INE.                            |

### Lugar
| Gráfica de evolución demográfica de Valdoviño (lugar) entre 2000 y 2019 |
|                                                                         |
| Datos según el nomenclátor publicado por el INE.                        |